# David Loebsack
David Loebsack (ur. 23 grudnia 1952) – amerykański polityk, członek Partii Demokratycznej. W latach 2007–2021 był przedstawicielem drugiego okręgu wyborczego w stanie Iowa do Izby Reprezentantów Stanów Zjednoczonych.